# Trögmyra
Trögmyra (Myrmecina graminicola) är en myrart som finns i Europa, från England och österut till Kaukasus, samt i Nordafrika. Norrut finns den till Jylland och södra Sverige. 
Trögmyrans levnadssätt är ännu inte särskilt ingående studerat, men ett av de mest utmärkande beteendena för arten är arbetarnas långsamma rörelser. Dess samhällen är oftast inte så individrika. Arbetarna är svartbruna med gulaktiga ben och omkring 3 till 4,6 millimeter långa. Käkarna och undersidan på kroppen är ljusare än ovansidan. De fortplantningsdugliga honorna, eller drottningarna, skiljer sig något från arbetarna i färgen genom att vara mer rödaktiga. Längden för drottningarna är 4 till 4,2 millimeter. Hanarna skiljer sig från arbetarna och drottningarna genom sina tillbakabildade käkar och större ögon.
I Sverige var trögmyran upptagen som nära hotad i 2005 års rödlistning. I 2010 och 2015 års rödlistor anges den inte längre som hotad.